# Absolutna vrednost
Absolútna vrédnost (redko tudi módul) nekega realnega ali kompleksnega števila je v matematiki elementarna funkcija, ki predstavlja njegovo oddaljenost od številskega izhodišča (točke 0) na številski premici oziroma v kompleksni ravnini. Absolutno vrednost po navadi označimo z navpičnim oklepajem | |.
Absolutna vrednost poljubnega števila je vedno nenegativno število. 

## Realna števila
Absolutna vrednost realnega števila ni odvisna od njegovega predznaka. 
{\displaystyle |a|=\left\{{\begin{matrix}a;\ a\geq 0\\-a;\ a<0\\\end{matrix}}\right.}
Zgled: {\displaystyle |3|=3} in {\displaystyle |-3|=3} ter {\displaystyle |0|=0}. 
Velja:
1. |a| ≤ b, če in samo če -b ≤ a ≤ b
2. |a| ≥ b, če in samo če a ≤ -b ali a ≥ b

## Kompleksna števila
Če imamo kompleksno število {\displaystyle z=a+b\,i}, kjer sta {\displaystyle a,b\in \mathbb {R} },
potem je absolutna vrednost {\displaystyle |z|={\sqrt {a^{2}+b^{2}}}}, kar predstavlja razdaljo od števila z do točke 0 v kompleksni ravnini. Torej, {\displaystyle |3+4i|=5}. 
Kompleksna števila, ki imajo enako absolutno vrednost, ležijo na krožnici s središčem v izhodišču.

## Značilnosti absolutne vrednosti
Absolutna vrednost ima v realnem in v kompleksnem naslednje značilnosti:
1. |a| ≥ 0
2. |a| = 0, če in samo če a = 0.
3. |ab| = |a||b|
4. |a/b| = |a| / |b| (če b ≠ 0)
5. |a+b| ≤ |a| + |b| (trikotniška neenakost)
6. |a-b| ≥ ||a| − |b||

Poleg tega velja v realnem še {\displaystyle \left|a\right|={\sqrt {a^{2}}}},
v kompleksnem pa {\displaystyle \left|z\right|={\sqrt {z~{\overline {z}}~}}}.

## Vektorji
Absolutna vrednost vektorja je drugo ime za dolžino vektorja.
Zgled: absolutno vrednost trirazsežnega vektorja {\displaystyle {\vec {a}}=(a_{x},a_{y},a_{z})}
izračunamo po formuli:
{\displaystyle ||{\vec {a}}||={\sqrt {a_{x}^{2}+a_{y}^{2}+a_{z}^{2}}}\!\,.}

## Programiranje
V programskih jezikih je funkcija abs(a) (za realna števila) običajno vgrajena, sicer pa jo lahko enostavno sprogramiramo (zgled v pascalu):
```
function abs(a:integer):integer;
begin
  if (a >= 0) then abs := a
              else abs := -a;  
end;
```